# Liquidité de financement
La liquidité de financement est la disponibilité de crédit pour financer l'achat d'actifs financiers. Le Fonds monétaire international (FMI) définit la liquidité de financement comme "la capacité d'une institution solvable d'effectuer des paiements convenus en temps opportun".

## Sources de financement
La liquidité est la principale source de revenus des banques et peut être fournie soit par les déposants, soit par les marchés. Les exemples de sources de fonds comprennent la vente d'actifs et de titres, les prêts syndiqués, les prêts hypothécaires sur le marché secondaire, les marchés financiers, le marché interbancaire et les emprunts de capitaux auprès des banques centrales.
Le degré de corrélation entre la liquidité du financement et la liquidité du marché agit comme un paramètre important pour évaluer le développement d'un marché financier et reflète l'activité du marché. La liquidité de financement est liée au degré de liberté et d'efficacité économique par rapport à l'emprunt d'actifs financiers, tandis que la liquidité du marché est liée à la vente d'actifs financiers.

## Risque de liquidité de financement
La possibilité qu'une banque devienne incapable de régler ses obligations de façon immédiate est appelée risque de liquidité de financement. La liquidité de financement est essentiellement un concept binaire : soit une banque peut régler ses obligations, soit elle ne le peut pas. Le risque de liquidité de financement, cependant, peut prendre une infinité de valeurs car il est lié à la distribution des résultats futurs. Une échelle de temps différente est implicite dans cette distinction. La liquidité de financement est associée à un moment particulier dans le temps. À l'inverse, le risque de liquidité de financement est toujours prospectif et mesuré sur un horizon spécifique. À cet égard, les préoccupations concernant la capacité future de régler les obligations, tout comme la liquidité de financement future, auront une incidence sur le risque de liquidité de financement actuel. La distinction entre la liquidité et le risque de liquidité est simple et analogue à d'autres risques.
La liquidité et la rentabilité du financement varient en sens inverse. Si la trésorerie est à la fois l'actif le plus liquide et un actif sans but lucratif, il est peu probable qu'elle apporte des avantages à une entreprise.